# ريان كيرن
ريان كيرن (26 مايو 1989 - ) هو لاعب كريكت سريلانكي.

## وصلات خارجية
- ريان كيرن على موقع إي آس بي آن كريك إنفو (الإنجليزية)